# Axelsbergs torg

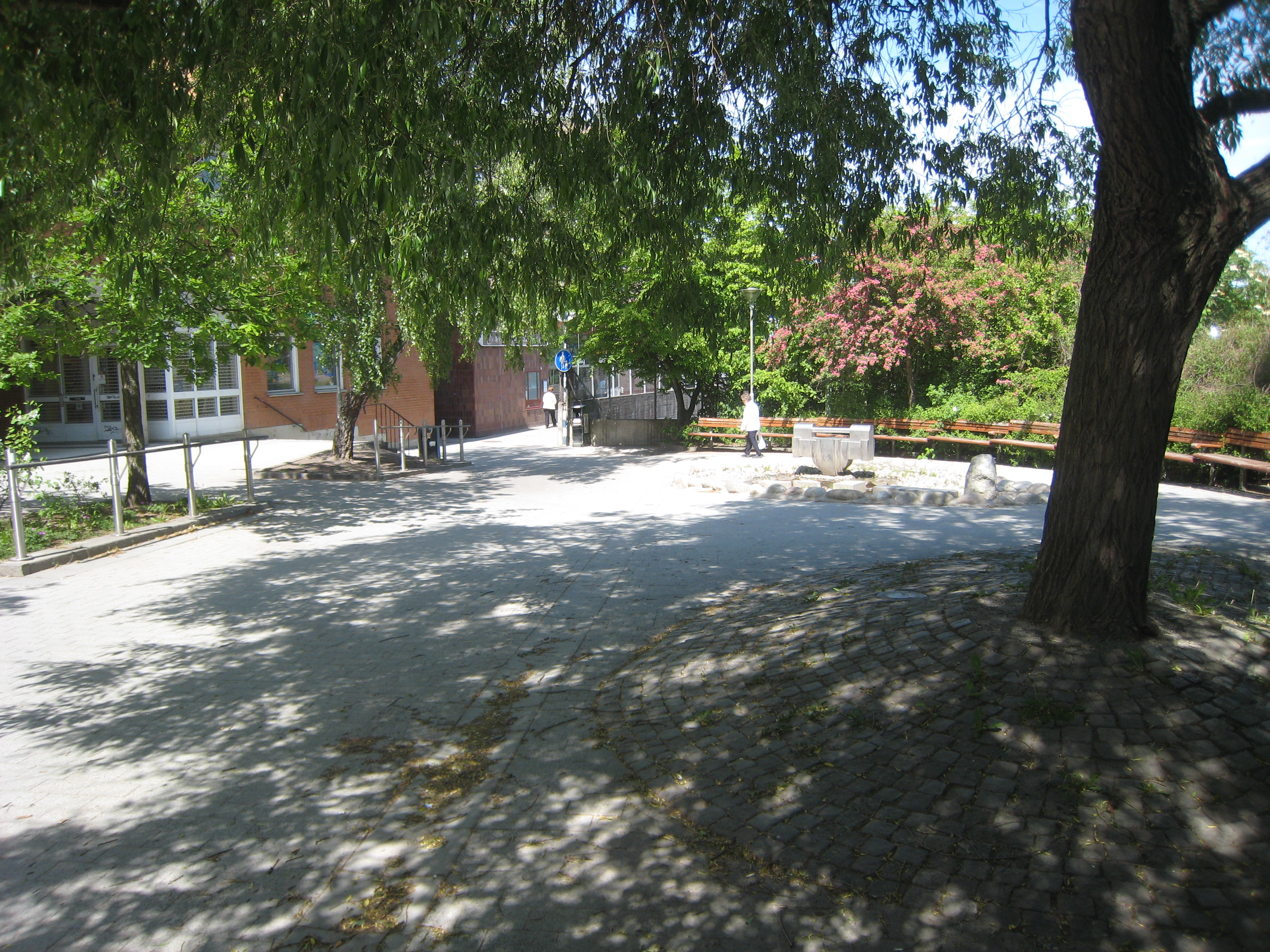
Axelsbergs torg i juni 2010.

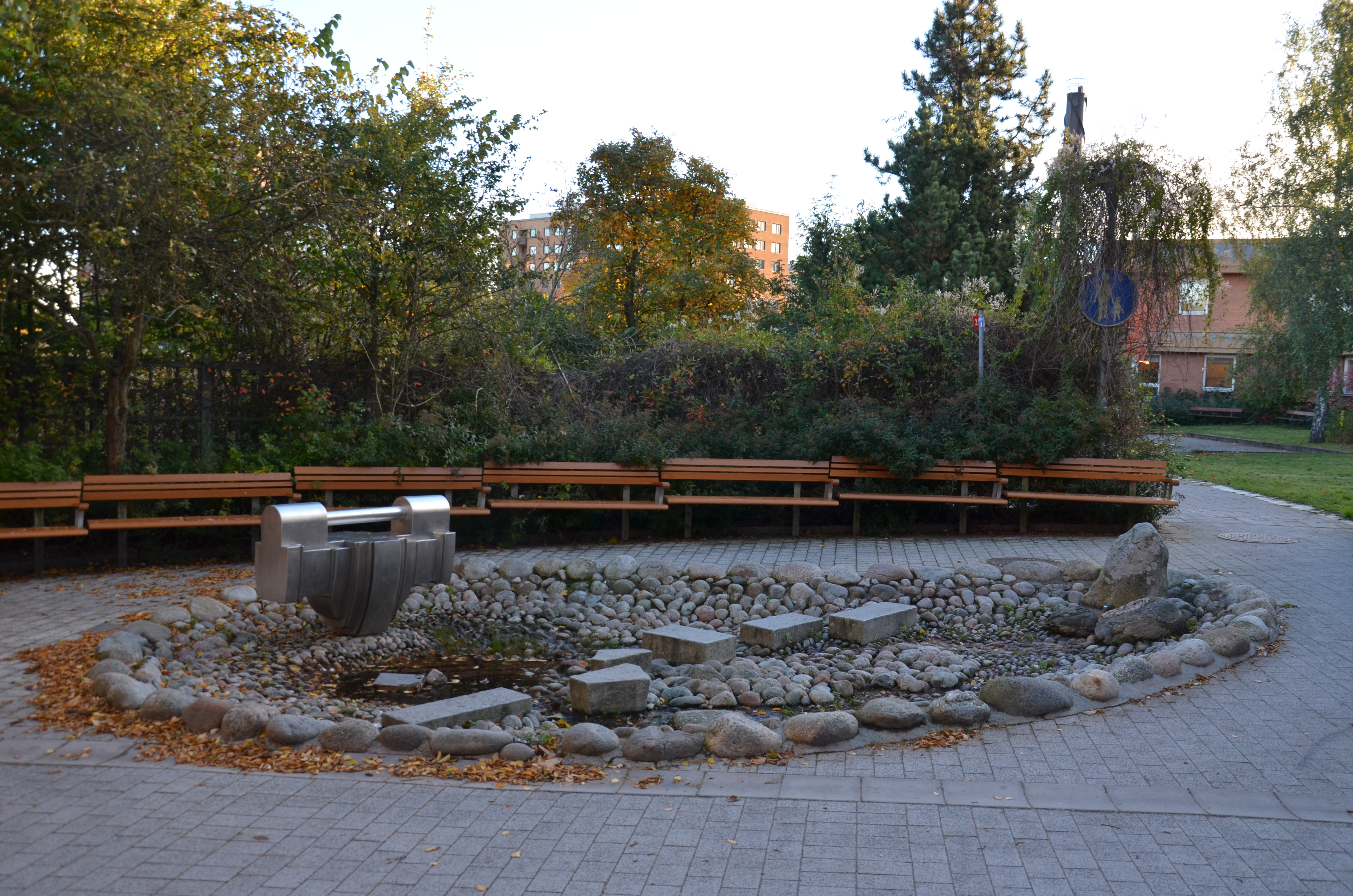
Fontänskulpturen Osome-Jo av konstnären Tommy Widing.

Axelsbergs torg är ett torg i stadsdelen Hägersten i Söderort inom Stockholms kommun. Torget är beläget mellan Hägerstensvägen 244-250 vid Hodellvägen 1 och tunnelbanestationen Axelsberg. Torget mäter cirka 60x30 meter i omkrets.
Vid Axelsbergs torg ligger apotek, Axelsbergs servicehus och Axelsbergs vårdcentral. Torget omfattar träd (som nattetid lyses upp från marken av en spotlight), buskar och blomrabatter. Dessutom finns en boule-bana och fontänskulpturen  Osome-Jo av konstnären Tommy Widing, rest 1983.
Det ursprungliga torget invigdes 1964, men då under namnet Axelsbergsplan. Sitt nuvarande namn fick den 1979. Torget renoverades 2002 under ledning av Landskapslaget (genom Tomas Saxgård, Anneli Rosendal och Staffan Tapper) som utformade en ny version av torget. De samarbetade med Arne Nilsson Design AB.
Axelsbergs torg ska inte förväxlas med Hägerstens torg, som är beläget i Axelsbergs centrum.